# Левые Экология Свобода
Левые Экология Свобода (итал. Sinistra Ecologia Libertà, SEL) — итальянская левая политическая партия экологического направления, существовавшая с 2009 по 2016 год.

## Создание
Предшественником партии «Левые Экология Свобода» был левосоциалистический блок «Левые и Свобода — Зелёная федерация» (Sinistra e Libertà), созданный накануне выборов в Европарламент в июне 2009 года, на которых в Италии был введён электоральный барьер в 4 %. В коалицию вошли 5 партий:
- Движение за левизну (еврокоммунистическая, откололась от Партии коммунистического возрождения, лидер — Ники Вендола, 2 евродепутата)
- Итальянская социалистическая партия (социал-демократическая, лидер — Риккардо Ненчини, 4 евродепутата)
- Федерация зелёных (экологистская, 2 евродепутата)
- «Объединить левых» (еврокоммунистическая, откололась от Партии итальянских коммунистов, 1 евродепутат — Умберто Гуидони)
- «Демократические левые» (демократическая социалистическая, откололась от «Левых демократов»)

Однако на выборах коалиция «Левые и Свобода» провалилась и не смогла попасть в парламент. «Зелёные» и социалисты пережили раскол вследствие разногласий по дальнейшему сотрудничеству в этом формате.
Партия «Левые Экология Свобода» создана 20 декабре 2009 года на базе четырёх из перечисленных выше политических структур вследствие роспуска предвыборной коалиции «Левые и Свобода», из которой вышли «зелёные» (часть их вошла в ЛЭС как ассоциация экологистов) и социалисты. В 2010 году Национальная ассамблея партии избрала председателем Ники Вендолу (одновременно он является пресс-секретарём). Партия отстаивает принципы светского характера государства, поддерживает требования социальной справедливости и признаёт значимость проблем сохранения окружающей среды.

## Парламентские выборы 2013 года
В 2011—2013 годах партия получила некоторые успехи на местных выборах: так, её кандидат Джулиано Пизапиа был избран мэром Милана.
В 2012 году, в преддверии парламентских выборов 2013 года, партия вошла в левоцентристскую коалицию «Италия. Общее благо» вместе с Демократической и Социалистической партиями. 25 ноября 2012 года состоялся первый тур предварительных выборов единого кандидата от коалиции на должность премьер-министра Италии, в которых принял участие Ники Вендола. Ни один из кандидатов не получил абсолютного большинства, во второй тур вышли Берсани и Ренци (во втором туре 2 декабря 2012 года победил Берсани). Коалиция победила на парламентских выборах, но «Левые Экология Свобода» отказались от участия в правительстве.

## Представительство в парламенте XVII-го созыва
В Палате депутатов по итогам выборов партия получила 37 мест, но в период с 19 по 26 июня 2014 года три депутата перешли во фракцию Демократической партии, девять — в Смешанную фракцию, после чего партию представляют в нижней палате парламента 25 человек, в том числе Лаура Больдрини, избранная 16 марта 2013 года председателем палаты.
В Сенате 7 представителей партии входят в Смешанную фракцию (Gruppo Misto) и занимают все руководящие должности в ней — в частности, Лоредана Де Петрис является председателем фракции.

## Европейские выборы 2014 года
В европейских выборах 25 мая 2014 года партия участвовала в составе европейского списка «Другая Европа с Ципрасом», который в Италии сумел преодолеть барьер 4 % (получил 4,03 %).

## Отношение к реформе трудового законодательства
Партия резко выступила против проводимой правительством Ренци и фракциями Демократической партии в обеих палатах парламента реформы трудового законодательства, известной как Jobs Act, или Decreto Poletti. 3 декабря 2014 года, заявив об отрицательном отношении к законопроекту перед финальным голосованием в Сенате, представители ЛЭС в верхней палате организовали акцию протеста, подняв над головами плакаты с траурными ленточками и такими лозунгами, как «Jobs Act — возвращение в XIX век», «Ст. 1: Италия есть республика, основанная на труде», а также с названием принятого в 1970 году Статута прав трудящихся.

## Создание «Итальянских левых»
7 ноября 2015 года в римском театре Квирино (Teatro Quirino) провозглашено создание парламентской группы «Итальянские левые» (Sinistra italiana) на базе ЛЭС и выходцев из правящей Демократической партии, представлявших левое крыло этой партии и не согласных с реформами премьер-министра Маттео Ренци (их наиболее ярким лидером является Стефано Фассина). Ники Вендола не смог принять участие в собрании по семейным обстоятельствам, но прислал своё письменное приветствие.
11 декабря 2016 года секретарям региональных организаций разосланы письма о самороспуске партии, которые должны быть рассмотрены и утверждены голосованием на местных ассамблеях, а затем возвращены в адрес национального секретариата, на имя Ники Вендолы и казначея партии. Таким образом, решение о самороспуске ЛЭС и создании партии «Итальянские левые» планируется принять без проведения общенационального съезда.
17 декабря 2016 года принято решение о самороспуске ЛЭС и вступлении её в состав создаваемой партии «Итальянские левые».